# Junix elumbis
Junix elumbis é uma espécie de libelinha da família Protoneuridae.
É endémica de Venezuela.
Os seus habitats naturais são: florestas subtropicais ou tropicais húmidas de baixa altitude e rios.